# 리야드 부데부즈
리야드 부데부즈(아랍어: رياض بودبوز 리아드 부데부즈[*], 1990년 2월 19일 ~ )는 오호드와 알제리 축구 국가대표팀에서 뛰는 알제리의 축구 선수이다. 그는 공격형 미드필더이며, 주로 주로 오른쪽 윙자리에서 뛴다.